# Hystrichopsylla weida
Hystrichopsylla weida är en loppart som beskrevs av Jameson et Hsieh 1967. Hystrichopsylla weida ingår i släktet Hystrichopsylla och familjen mullvadsloppor.

## Underarter
Arten delas in i följande underarter:
- H. w. weida
- H. w. qinlingensis
- H. w. yunnanensis